# Kloster Wolf

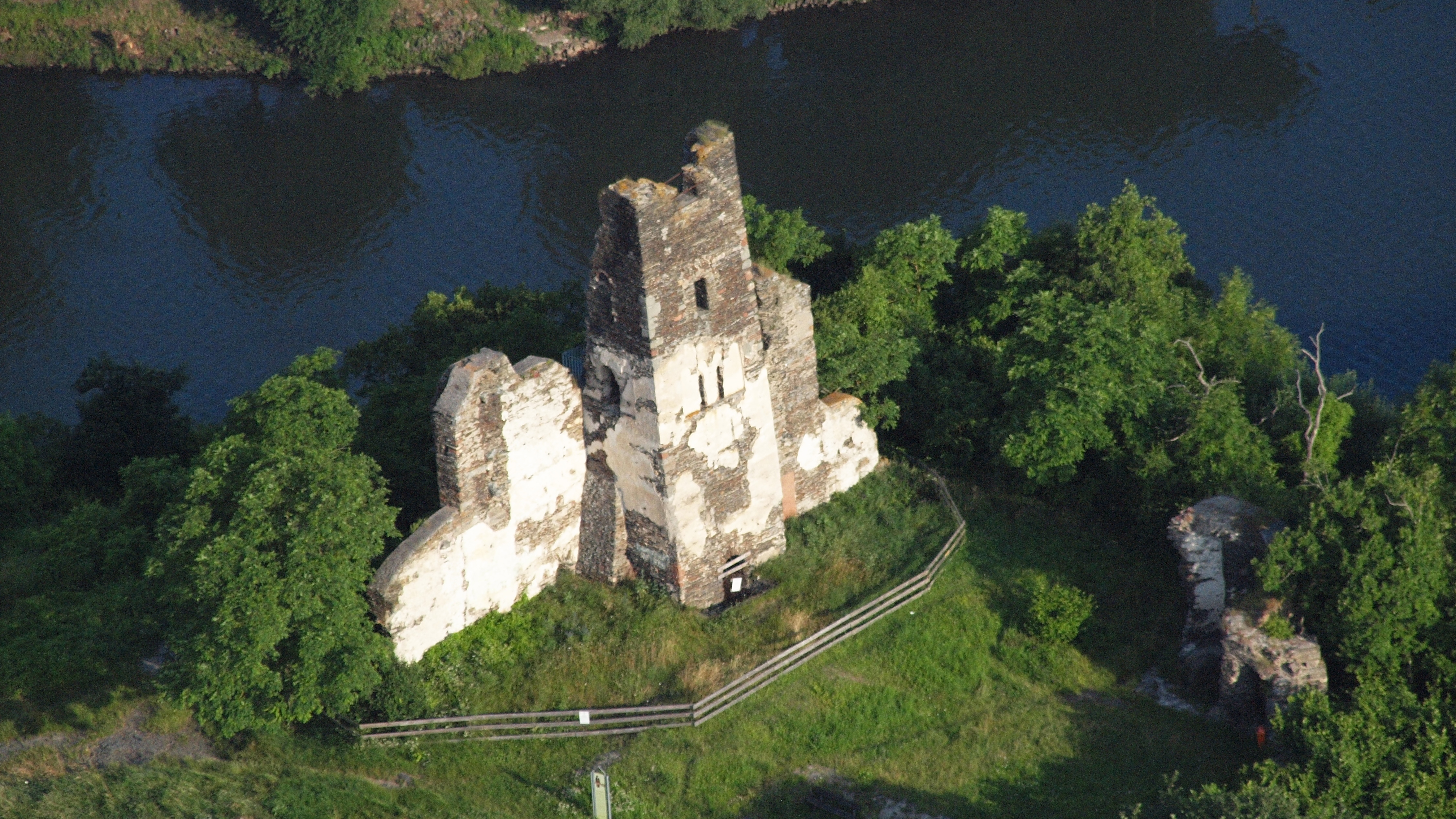
Kloster Wolf, Ruine der Liebfrauenkirche

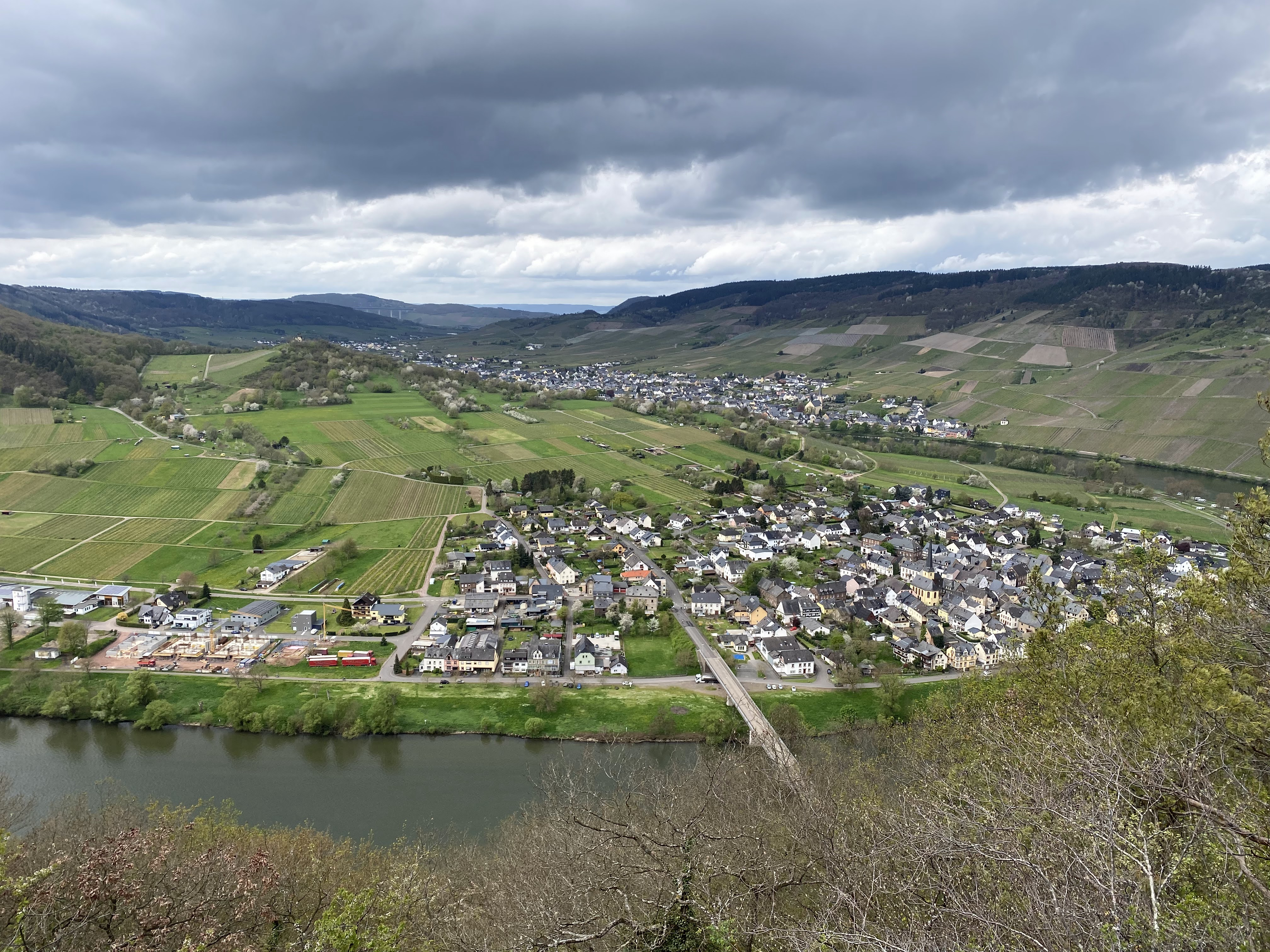
Wolf in der Moselschleife, das Kloster ist auf dem Hügel im Hintergrund zu erkennen

Das Kloster Wolf war von 1478 bis 1560 eine Niederlassung der Brüder vom gemeinsamen Leben (Fraterherren) südwestlich von Wolf (seit 1969 zu Traben-Trarbach) an der Mosel auf dem Göckelsberg in 230 m Höhe.

## Geschichte
Die bereits 1255 urkundlich nachgewiesene Liebfrauenkirche auf dem Göckelsberg gehört zu den ältesten Pfarr- und Marienkirchen an der Mosel. Die Pfarrei wurde von den Grafen von Sponheim und dem Landadel gefördert.
Im frühen 15. Jahrhundert entstand hier ein stiftsähnliches Kollegium der Altaristen. Eine Klostergründung erfolgte im Juni 1478, nachdem Friedrich I. von Pfalz-Simmern und Markgraf Christoph I. von Baden als Gemeinsherren der Hinteren Grafschaft Sponheim, Fraterherren aus Butzbach nach Wolf gerufen hatten. Zwanzig Jahre später wurde der Grundstein für eine umfangreichere Klosteranlage gelegt. Alle Einkünfte und Stiftungen der Pfarrei hatte man zuvor an das Kloster übertragen. 1517 wurde der Bau erweitert.
Im Zuge der Reformation in der Hinteren Grafschaft Sponheim wurde 1560 das Kloster aufgehoben, seine Einkünfte und das Vermögen kamen den Schulen und Kirchen der Grafschaft zugute. Der Friedhof wurde bis 1597 genutzt.
Neben dem Kloster unterhielten die Brüder, die nach ihrer Kopfbedeckung Gugel auch „Kugelherren“ genannt wurden, eine Lateinschule in Trier (1569 aufgelöst). Auf dem Keller der von ihnen 1491 im Ort Wolf angelegten Kapelle wurde 1685 die evangelische Pfarrkirche errichtet. Seitdem verfielen die Klostergebäude auf dem Göckelsberg.
Erster Prior bzw. Praepositus des Klosters wurde Philipp Sartoris de Wyssenaue aus Mergenthal.

## Bauten und Anlage
Vom Kloster Wolf hat sich wenig erhalten. Von der ehemaligen Liebfrauenkirche bestehen die Ruine des romanischen Westturms aus dem 12. Jahrhundert und Teile des dreischiffigen Langhauses und Chors im Wesentlichen aus dem 15. Jahrhundert. Neuere Untersuchungen deuten auf einen Vorgängerbau aus der Römerzeit.